# 27 noiembrie
ianuarie • februarie • martie  • aprilie  • mai  • iunie  • iulie  • august  • septembrie  • octombrie  • noiembrie  • decembrie
27 noiembrie este a 331-a zi a calendarului gregorian și a 332-a zi în anii bisecți. Mai sunt 34 de zile până la sfârșitul anului.

## Evenimente

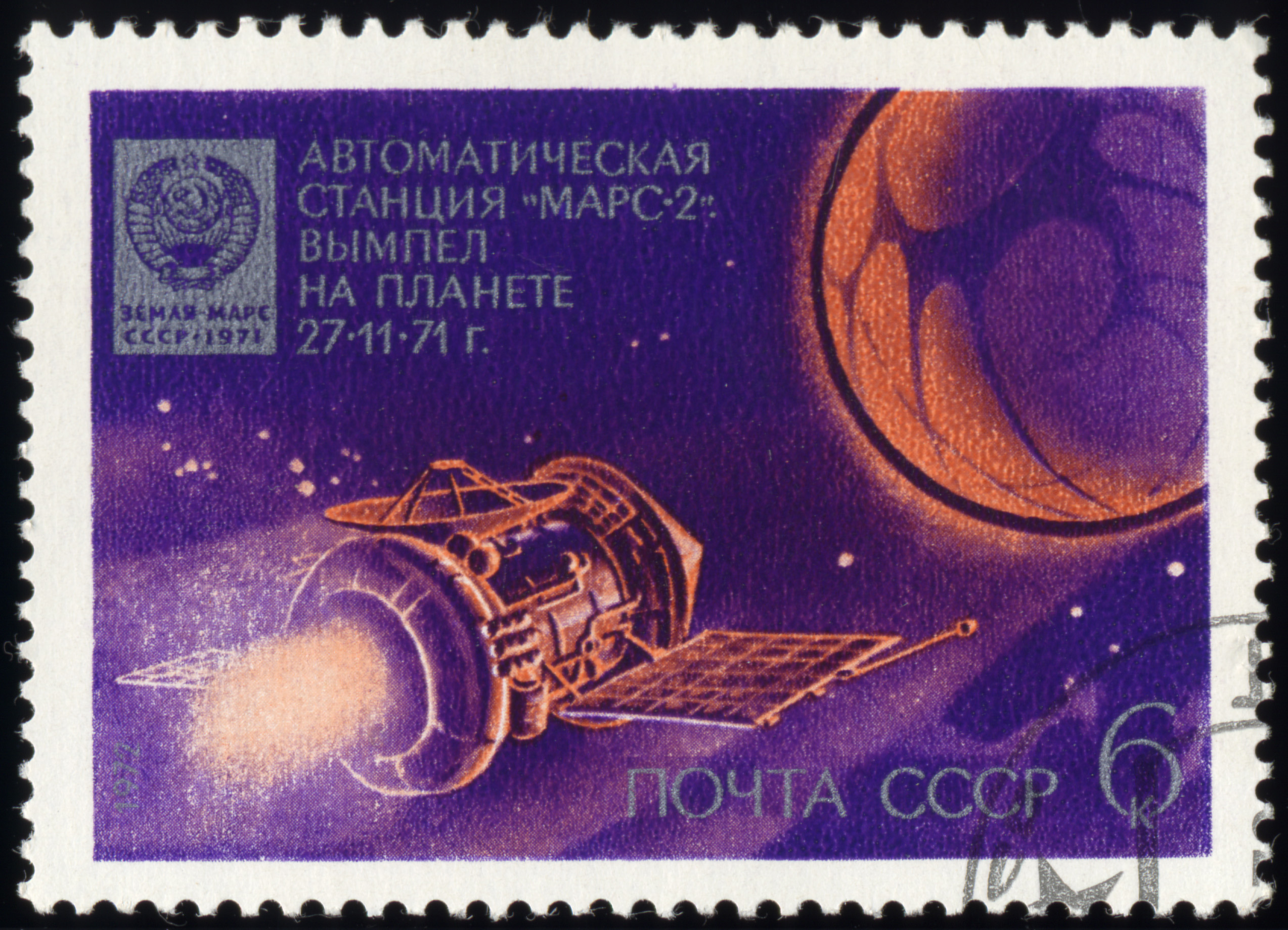
1971: Sonda spațială sovietică Marte 2 aflată pe orbita planetei Marte lansează modulul de coborâre. Acesta funcționează defectuos și se prăbușește, însă este primul obiect făcut de om care ajunge pe suprafața planetei Marte.

- 43 î.Hr.: Al doilea triumvirat, încheiat între Octavian, Marc Antoniu și Lepidus.
- 0511: Moartea fondatorului Dinastiei Merovingiene Clovis I conduce la divizarea Imperiului Franc sub cei patru fii ai lui: Theuderic, Chlodomer, Chlotar și Childebert.
- 0602: Regele bizantin Mauriciu și fii lui sunt uciși de soldații lui Focas Tiranul, cel care va urma la tron.
- 1095: Papa Urban al II-lea declară Prima Cruciadă la Conciliul de la Clermont.
- 1308: Henric al VII-lea este ales rege al romanilor.
- 1640: Lege emisă de domnitorul Matei Basarab, prin care era limitată posibilitatea de închiriere a mânăstirilor de la Muntele Athos sau a altor locuri sfinte.
- 1895: Alfred Nobel (1833-1896) a creat Premiile Nobel. Primele recompense au fost decernate în anul 1901. Premiile se decernează în fiecare an la 10 decembrie, data decesului lui Alfred Nobel.
- 1919: Prin Tratatul de pace de la Neuilly sur Seine, Bulgaria pierde teritoriul trac de la granița cu Grecia, teritoriul din vest este atribuit Statului sârb și sudul Dobrogei cu Silistra, României.

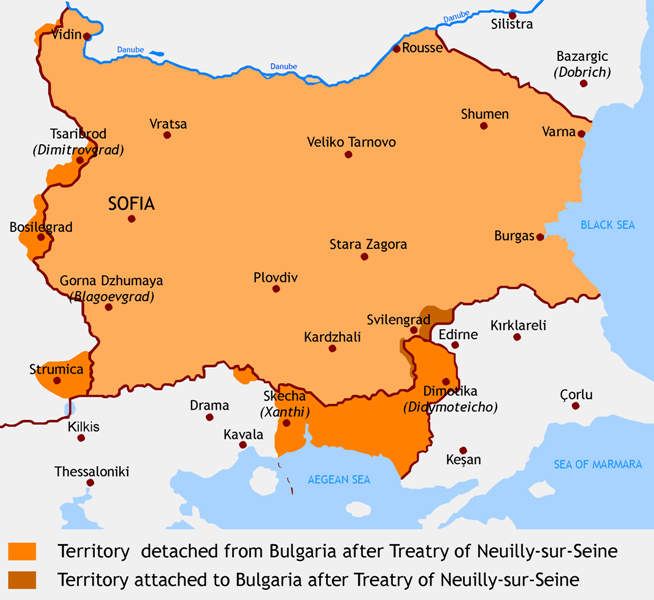
1919: Bulgaria după Tratatul de pace de la Neuilly sur Seine

- 1940: Masacrul de la Jilava: 64 de deținuți politici, dintre care 5 foști oficiali și susținători ai regelui abdicat Carol al II-lea al României, sunt uciși de Garda de Fier.
- 1940: Istoricul Nicolae Iorga este asasinat de legionari la Strejnic.
- 1940: Asasinarea lui Virgil Madgearu în pădurea Snagov.
- 1945: Un cutremur de 8.2 în Iran a provocat circa 4.000 morți.
- 1963: La prăbușirea unui DouglasDC-8F al companiei Trans-Canada din Montréal, Canada, au murit toți cei 118 pasageri.
- 1971: Sonda spațială sovietică Marte 2 aflată pe orbita planetei Marte lansează modulul de coborâre. Acesta funcționează defectuos și se prăbușește, însă este primul obiect făcut de om care ajunge pe suprafața planetei Marte.
- 1978: A fost fondat Partidul muncitorilor din Kurdistan, (PKK).
- 1983: Un avion Boeing 747 se prăbușește în apropierea aeroportului Barajas din Madrid, omorând 181 de oameni.
- 1989: Revoluția de Catifea: Are loc o grevă generală de două ore, în toate sectoarele economiei, pe tot cuprinsul Cehoslovaciei.
- 1998: A avut loc la București premiera filmului „Terminus Paradis", în regia lui Lucian Pintilie, care a fost distins cu Marele Premiu Special al Juriului la Festivalul de la Veneția.
- 2000: În Norvegia se deschide Tunelul Laerdal, cel mai lung tunel rutier din lume, de 24,5 km lungime, între Aurland și Laerdal. Astfel, se creează un drum continuu de la Oslo la Bergen.
- 2019: Parlamentul European confirmă Comisia von der Leyen, care își va începe mandatul de cinci ani la 1 decembrie.

## Nașteri
- 1635: Françoise de Maintenon, metresă a regelui Ludovic al XIV-lea al Franței (d. 1719)
- 1701: Anders Celsius, astronom suedez (d. 1744)
- 1729: Jean-Baptiste-Henri Deshays, pictor francez (d. 1765)
- 1798: Rafael Tegeo, pictor spaniol (d. 1856)
- 1816: Aniela Aszpergerowa, actriță poloneză de teatru (d. 1902)
- 1818: Aron Pumnul, lingvist și istoric literar român, fruntaș al Revoluției de la 1848 în Transilvania, profesor al lui Mihai Eminescu (d. 1866)
- 1833: Mary Adelaide de Cambridge, mama reginei Mary a Regatului Unit (d. 1897)
- 1865: Petre Greceanu, general al Armatei României din Primul Război Mondial
- 1867: Grigore Antipa, biolog, ihtiolog, zoolog și oceanolog român, membru al Academiei Române (d. 1944)
- 1867: Charles Koechlin, compozitor francez (d. 1950)

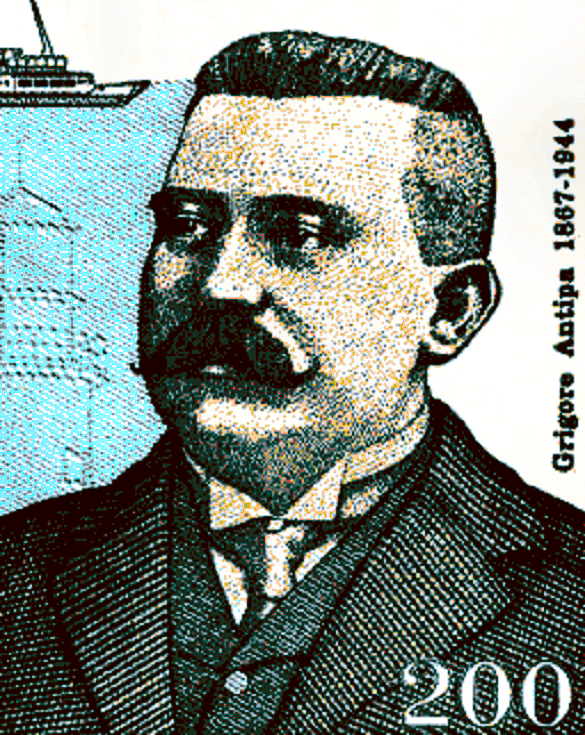
Grigore Antipa, biolog, ihtiolog, zoolog și oceanolog român
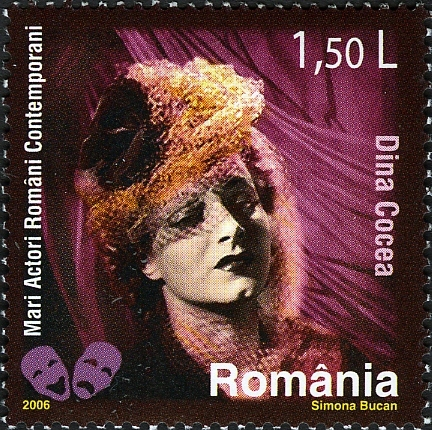
Dina Cocea, actriță română
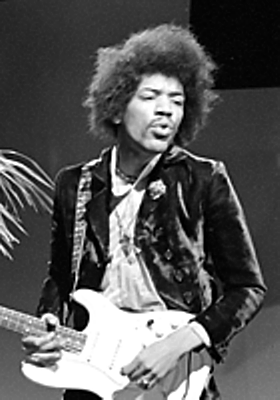
James Marshall „Jimi" Hendrix, chitarist, muzician american

- 1857: Charles Scott Sherrington, fiziolog britanic, Premiul Nobel pentru Medicină 1932 (d. 1952)
- 1870: Juho Kusti Paasikivi, ministru al Finlandei (d. 1956)
- 1874: Chaim Weizmann, președinte israelian (d. 1952)
- 1884: Vasile Voiculescu, poet român (d. 1963)
- 1885: Liviu Rebreanu, academician, prozator și dramaturg român (d. 1944)
- 1885: Nicolae Hortolomei, academician, medic chirurg român, urolog (d. 1961)
- 1892: Prințul Oleg Constantinovici al Rusiei, strănepot al Țarului Nicolae I (d. 1914)
- 1894: Konosuke Matsushita, industriaș japonez (d. 1989)
- 1895: Pierre-Paul Grassé, zoolog francez (d. 1985)
- 1896: Giovanni Battista Angioletti, scriitor italian (d. 1961)
- 1903: Lars Onsager, chimist american (d. 1976)
- 1912: Dina Cocea, actriță română de teatru și film (d. 2008)
- 1913: Nineta Gusti, actriță română de teatru și film (d. 2002)
- 1918: Boris Paton, fizician ucrainean, membru de onoare al Academiei de Științe a Moldovei (d. 2020)
- 1921: Alexander Dubček, om politic slovac (d. 1992)
- 1923: Adriana Serra, actriță italiană (d. 1995)
- 1924: Nina Cassian, poetă și eseistă română (d. 2014)
- 1929: Vladimir Țopa, fizician român (d. 1996)
- 1936: Glynn Lunney, inginer american la NASA (d. 2021)
- 1939: Laurent-Désiré Kabila, președinte de stat congolez (d. 2001)
- 1939: Nicolae Manolescu, critic literar român (d. 2024)
- 1940: Bruce Lee, actor, maestru în arte marțiale, fondator al stilului Jeet Kune Do (d. 1973)
- 1940: Ioan Scurtu, istoric român
- 1942: James Marshall „Jimi" Hendrix, chitarist, muzician american (d. 1970)
- 1944: Gregory Hoblit, regizor american
- 1946: Jerome Clark, scriitor american
- 1951: Kathryn Bigelow, regizor american
- 1955: Leonid Bujor, politician moldovean (d. 2021)
- 1955: Constantin Niță, politician român
- 1956: William Fichtner, actor american
- 1956: Mariana Simionescu, jucătoare română de tenis
- 1957: Kenny Acheson, pilot irlandez de Formula 1
- 1960: Iulia Timoșenko, politiciană ucraineană, prim-ministru al Ucrainei în perioada 2007-2010
- 1961: Ekaterina Andreeva, jurnalistă rusă
- 1962: Mike Bordin, muzician american
- 1963: Roland Nilsson, fotbalist suedez
- 1964: Dan Gîju, scriitor, cercetător și jurnalist militar
- 1964: Roberto Mancini, antrenor italian, fost fotbalist
- 1965: Rachida Dati, politician francez
- 1965: Anvar Ibraghimov, scrimer sovietic și rus
- 1967: Sorin Lavric, scriitor, traducător român
- 1971: Victoria Lungu, cântăreață moldoveană
- 1974: King ov Hell, basist norvegian
- 1974: Wendy Houvenaghel, ciclistă britanică
- 1977: Ivar Bjørnson, muzician norvegian
- 1978: Mike Skinner, rapper britanic
- 1981: Bruno Alves, fotbalist portughez
- 1982: Aleksandr Kerjakov, fotbalist rus
- 1983: Professor Green (Stephen Paul Manderson), rapper, actor și compozitor britanic
- 1983: Miloš Pavlović, fotbalist sârb
- 1984: Sanna Nielsen, cântăreață suedeză
- 1992: Sanja Premović, handbalistă muntenegreană
- 1994: Andreea Părăluță, jucătoare română de fotbal
- 2000: Diana Ion, atletă română
- 2001: Morgan Davies, actor australian

## Decese
- 8 î.Hr.: Quintus Horatius Flaccus, poet roman (n. 65 î.Hr.)
- 0511: Clovis I, primul rege al francilor  (n. cca 466)
- 0784: Virgil de Salzburg, benedictin irlandez, astronom, episcop de Salzburg (n. 700)
- 1763: Isabella Maria de Parma, fiică a regelui Ludovic al XV-lea al Franței (n. 1741)
- 1852: Ada Lovelace,  matematiciană, scriitoare engleză (n. 1815)
- 1875: Richard Carrington, astronom englez (n. 1826)

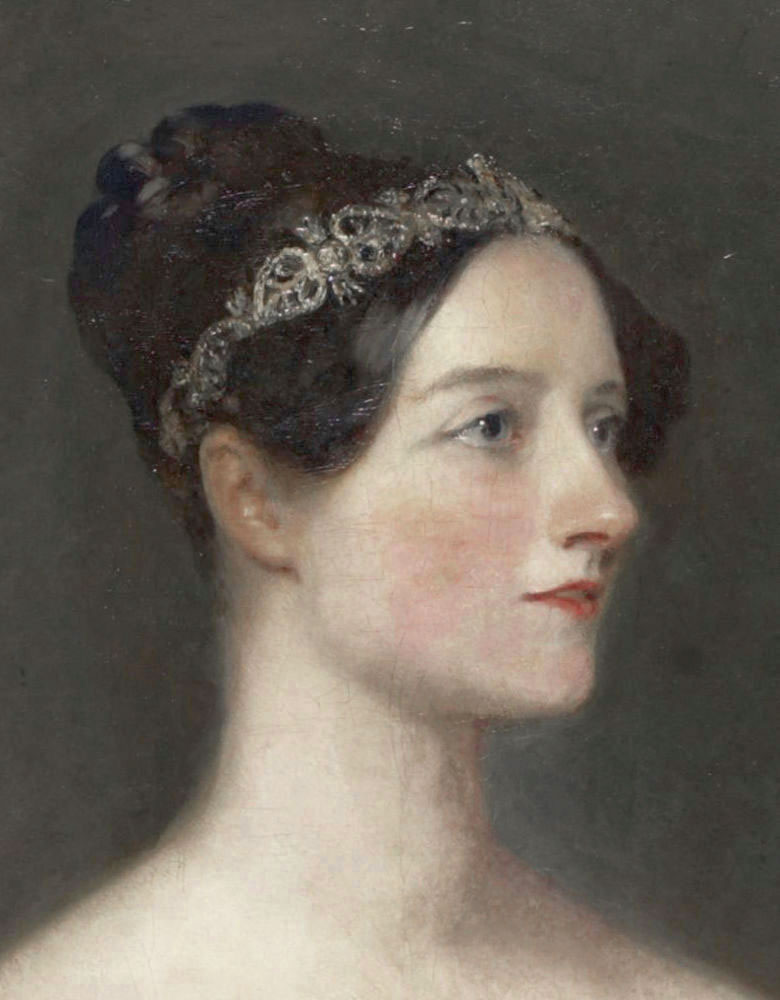
Ada Lovelace,  matematiciană engleză
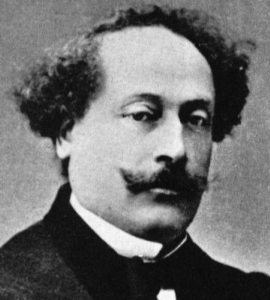
Alexandre Dumas fiul, scriitor francez
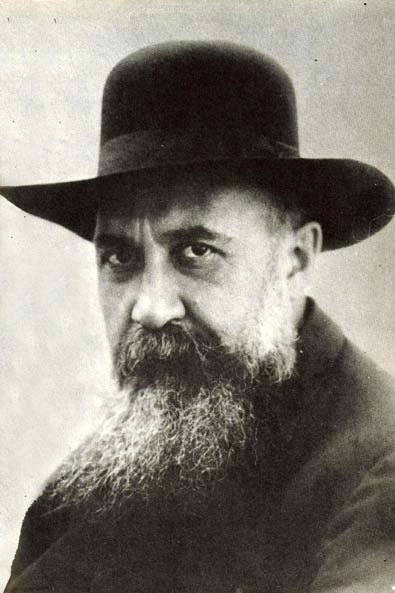
Nicolae Iorga, istoric, scriitor, om politic român

- 1885: Friedrich, Duce de Schleswig-Holstein-Sonderburg-Glücksburg (n. 1814)
- 1895: Alexandre Dumas fiul, scriitor francez (n. 1824)
- 1925: Roger de La Fresnaye, pictor francez (n. 1855)
- 1940: Gheorghe Argeșanu, general și om de stat român (n. 1883)
- 1940: Gabriel Marinescu, general și om politic român (asasinat) (n. 1886)
- 1940: Mihail Moruzov, șeful Serviciului Secret al Armatei, asasinat de legionari la închisoarea Jilava  (n. 1887)
- 1940: Nicolae Iorga, istoric, scriitor, publicist și om politic român (asasinat) (n. 1871)
- 1940: Virgil Madgearu, ministru de finanțe din partea PNȚ (asasinat) (n. 1887)
- 1953: Eugene O'Neill, dramaturg american, laureat al Premiului Nobel pentru Literatură (n. 1888)
- 1972: Victor Eftimiu, poet, prozator și dramaturg român, membru al Academiei Române  (n. 1889)

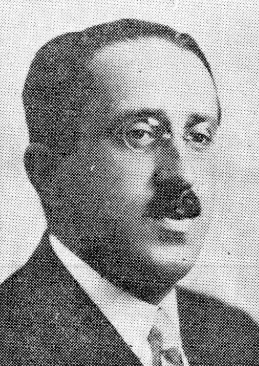
Virgil Madgearu, ministru de finanțe din partea PNȚ
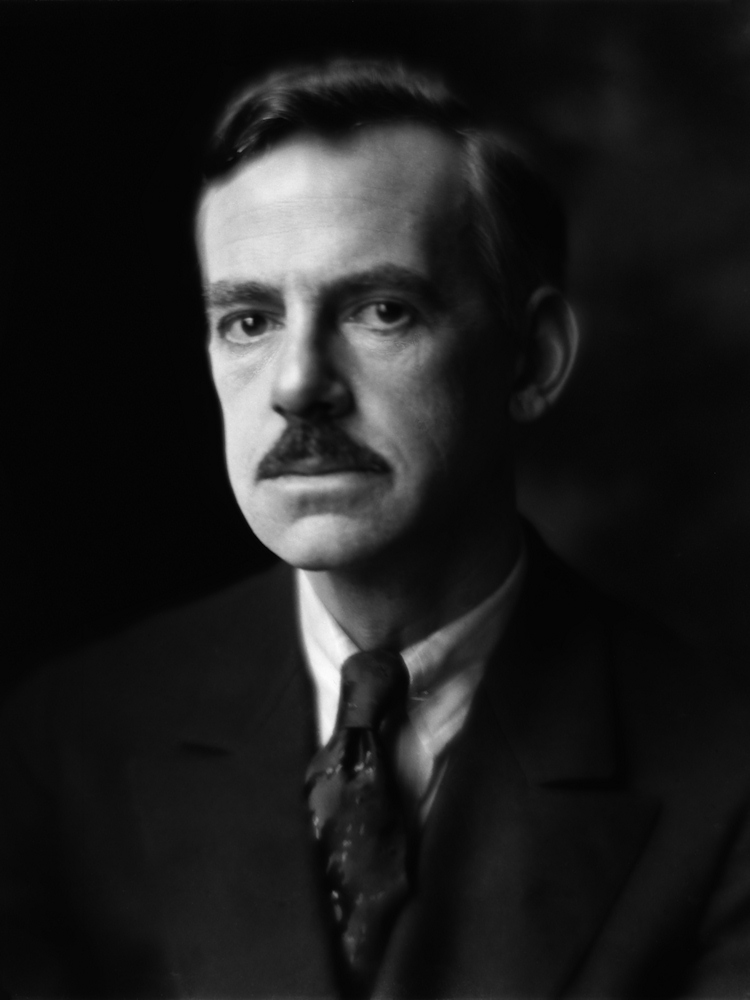
Eugene O'Neill, dramaturg american, laureat Nobel
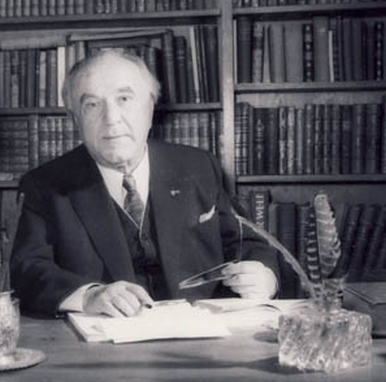
Victor Eftimiu, poet, prozator, dramaturg român

- 1986: Cezar Lăzărescu, arhitect român (n. 1923)
- 2005: Jocelyn Brando, actriță americană (n. 1919)
- 2010: Irvin Kershner, regizor american (n. 1923)
- 2013: Nílton Santos, fotbalist brazilian (n. 1925)
- 2014: P. D. James, scriitor britanic (n. 1920)
- 2017: Cristina Stamate, actriță română (n. 1946)

## Sărbători
- Sfânta Fecioara Maria a Medaliei Miraculoase (calendar romano-catolic)
- Sf. Mare Mucenic Iacov Persul; Sf. Cuvios Natanael; Sf. Cuvios Pinufrie (calendar creștin-ortodox)
- Sf. Iacob Persanul (calendar greco-catolic)
- Sf. Virgil (calendar romano-catolic)